# 捷克政治
捷克是一個實行議會制及代議民主制的共和國，國家元首由總統擔任，國家的總理是政府首長。捷克的立法機關在兩院制之下構成，兩院分別是眾議院（Poslanecká sněmovna）和參議院（Senát）；當中眾議會的權力最大，作為行政機關的政府亦須向它負責。然而，自捷克總統於2013年改為民選後，該國制度出現變成半總統制的趨勢。

## 政治發展
捷克的前身是捷克斯洛伐克，在第一次世界大戰後，捷克人及斯洛伐克人承著民族主義的潮流建立自己的國家。在1920年的憲法中，捷克斯洛伐克正式成立，該憲法同時為捷克定下了往後民主制度的基礎。第二次世界大戰後，共產黨於1948年控制了捷克斯洛伐克整個國家，令後者由民主國家轉變為獨裁國家。宜至1989年天鵝絨革命爆發後，才脫離共產黨的統治。

捷克總統旗幟

1993年，由於宗教、政治及經濟等各種問題，捷克人和斯洛伐克人決定將捷克斯洛伐克分裂為捷克及斯洛伐克兩個國家。捷克人在1920年憲法的藍本下，制定了1992年的憲法，正式建立以議會制為基礎的民主國家。
1993年7月，捷克议会通过《关于共产党政权的非法性及针对该党的抵抗法案》，宣布捷克斯洛伐克共產黨为一个“犯罪的和可鄙的组织”。2020年11月4日，斯洛伐克议会通过了一项法律修正案，宣布从1948年到1990期间执政的捷克斯洛伐克共产党以及在斯洛伐克的共产党分部是犯罪组织，因为共产党执政期间曾镇压公民社会和限制民众自由。
2012年，捷克通過憲法修訂，將總統的選舉辦法由議會選舉更變為人民直接選舉。 第一次直選產生的總統是米洛什·澤曼，他當選後，由於試圖以民選總統的影響力影響議會的選舉結果，令人質疑捷克總統的權力會日益增長，甚至將國家由議會制改變為半總統制。

## 行政機構
| 職位 | 名稱        | 所屬政黨   | 就任日期       |
| ---- | ----------- | ---------- | -------------- |
| 總統 | 彼得·帕維爾 | 獨立參選   | 2023年3月9日   |
| 總理 | 彼得·費亞拉 | 公民民主黨 | 2021年11月28日 |

### 總統
捷克總統由全民投票產生，任期為5年，可連任一次。總統的權力包括：任命總理及各個部長、解散議會、任命法官及成為軍隊的總司令等。縱使有著上述的權力，由於在制度上，行政機關需要向議會負責，所以捷克的總統僅被認為是國家的代表或只有儀式上的職務。然而，自總統於2013年改為民選產生，它的權力正慢慢擴大。

### 總理
捷克總理是政府首長，由總統直接任命。它的主要工作包括：協助總統挑選各個部長、組織政府的各項工作及制定各項國內和外交事務的議程等。

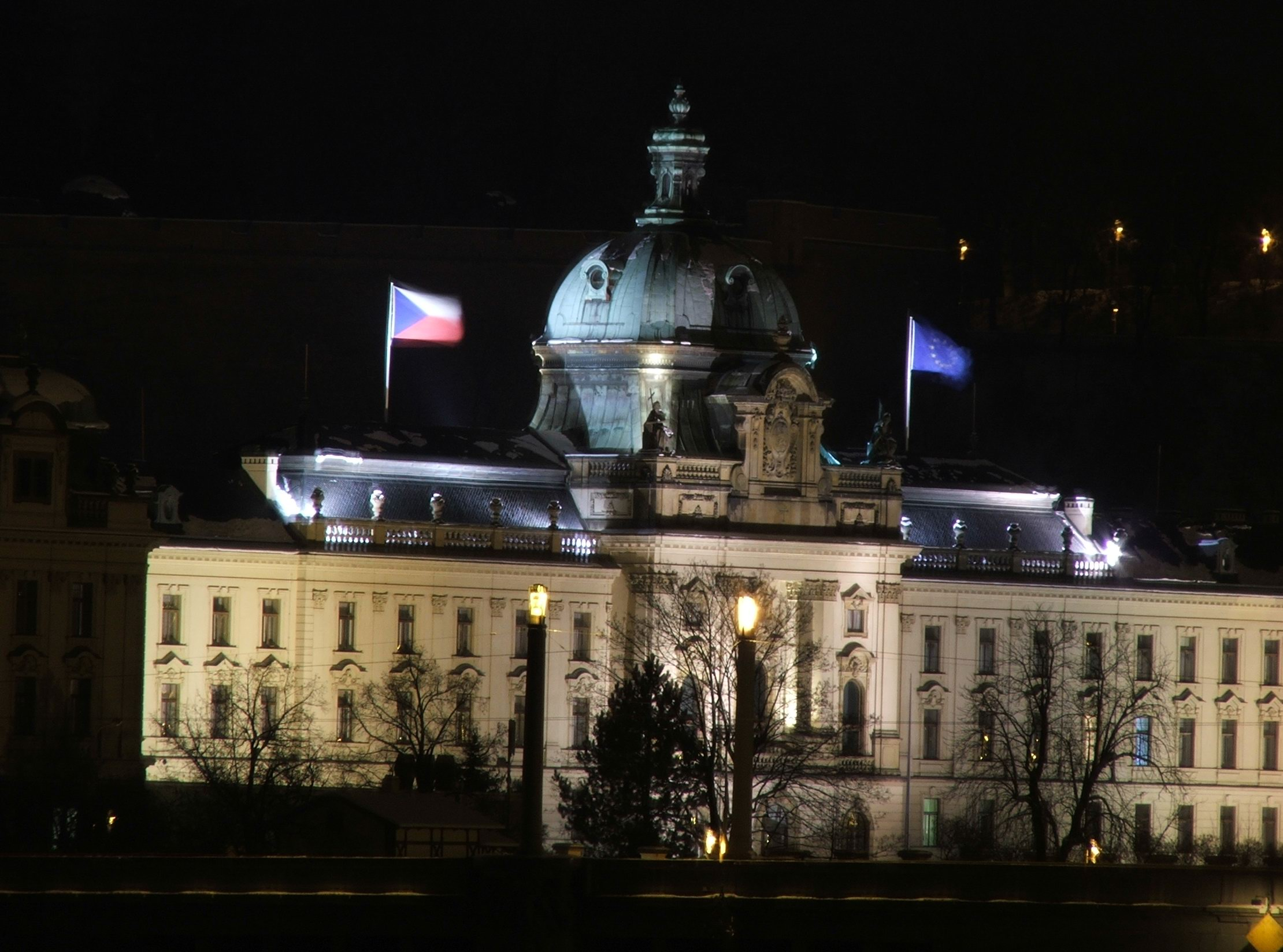
位於布拉格的政府總部

### 內閣
內閣是捷克行政機關中掌握最高權力的團體，它由總理及政府的各個部長組成；組成方法是考慮總理的意見後，由總統任命。然而，內閣能否成立的最終決定權掌握在眾議院手中，總統決定了內閣名單後，須於30天將名單交到眾議院，由眾議院決定投信任或不信任票。

## 立法機構

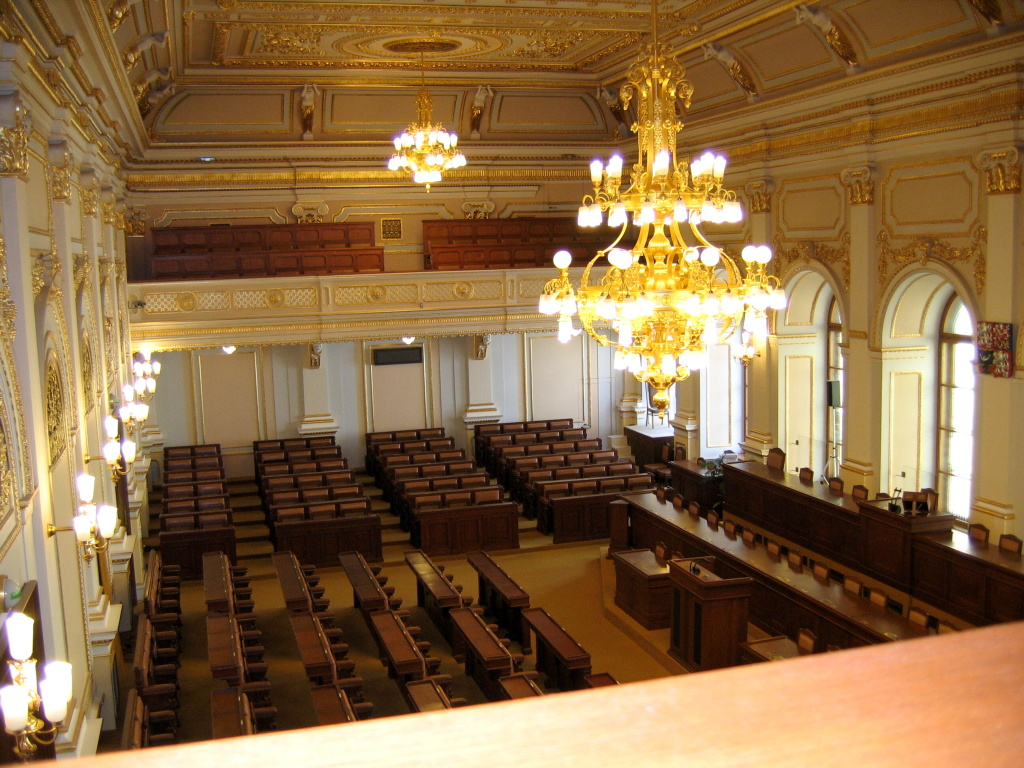
捷克眾議院的會堂

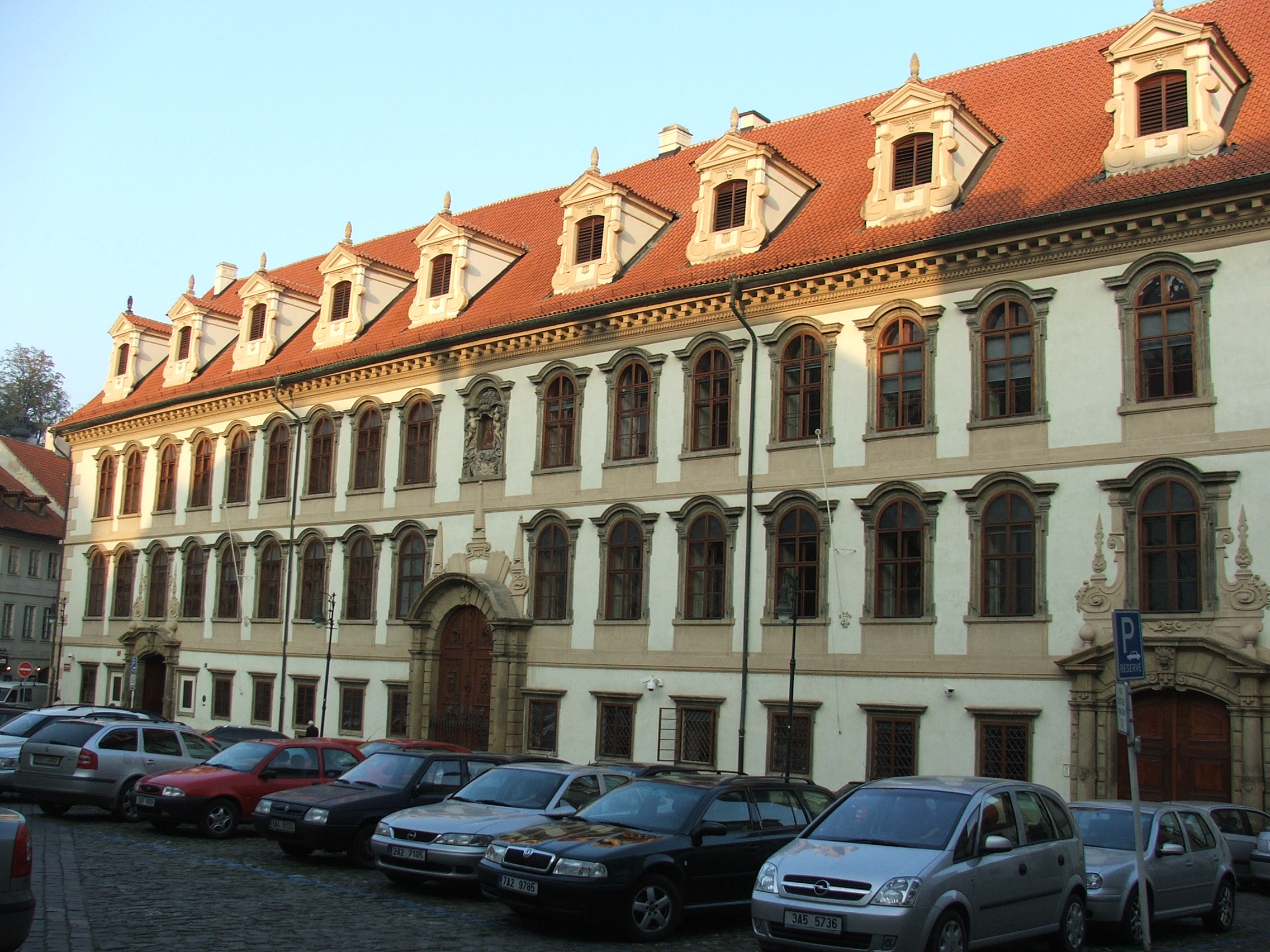
華倫斯坦宮 – 捷克參議院的所在地

捷克議會（Parlament České republiky）實行兩院制，分別由眾議院（Poslanecká sněmovna）和參議院（Senát）組成。兩院的權力並不對稱，眾議院的權力遠高於參議院。除了立法功能外，兩院共同分享的工作主要有三項。第一是處理國家的安全事項，兩院有宣布國家進入戰爭狀態的權力，以及發動軍隊參與國際的防衛事務。第二項工作是監察行政機關，眾議院可成立調查委員會審問相關的證人，參議院可以在總統涉嫌犯叛國罪時提出訴訟以進行審訊。最後一項工作是選拔官員，不少政府機構的重要官員都由議會推薦產生。
在兩院的不分別上，眾議院由200名議員組成，任期為4年，透過比例代表制選出，選舉門檻為5%。眾議院是政府的權力來源，內閣必須得到該院的信任票才可組成。
參議院則於1996年才正式成立，由81位議員組成，透過單議席單票制產生，任期為6年。參議院每兩年會進行一次選舉，更換1/3的議員。此外，與眾議院不同的是，總統不能解散參議院。在這個前題下，加上議員的輪換制度，議會不會出現真空的狀況。除了共同的職務，參議院的主要工作是決定是否通過常規的法案。

## 政黨及選舉
| 政黨 | 政黨                               | 政黨     | 席次   | 席次   | 席次   | 席次     | 備註                           |
| 政黨 | 政黨                               | 政黨     | 眾議院 | 參議院 | 州議會 | 歐洲議會 | 備註                           |
| ---- | ---------------------------------- | -------- | ------ | ------ | ------ | -------- | ------------------------------ |
|      | 是的2011                           | ANO      | 72     | 5      | 178    | 5        |                                |
|      | 公民民主黨                         | ODS      | 34     | 22     | 99     | 4        | 執政黨（屬政黨聯盟一起）       |
|      | 捷克海盜黨                         | PIRÁTI   | 4      | 2      | 99     | 3        | 執政黨（屬政黨聯盟海盜和市長） |
|      | 自由和直接民主                     | SPD      | 20     | 0      | 35     | 2        |                                |
|      | 捷克社會民主黨                     | ČSSD     | 0      | 3      | 37     | 1        |                                |
|      | 捷克和摩拉维亚共产党               | KSČM     | 0      | 0      | 13     | 1        | 2021年眾院選舉首次未獲任何議席 |
|      | 基督教民主聯盟－捷克斯洛伐克人民黨 | KDU-ČSL  | 23     | 12     | 53     | 2        | 執政黨（屬政黨聯盟一起）       |
|      | 傳統、責任、繁榮                   | TOP09    | 14     | 5      | 20     | 2        | 執政黨（屬政黨聯盟一起）       |
|      | 市長和獨立人士                     | STAN     | 33     | 19     | 91     | 1        | 執政黨（屬政黨聯盟海盜和市長） |
|      | 綠黨                               | SZ       | 0      | 1      | 7      | 0        |                                |
|      | 自由公民黨                         | Svobodní | 0      | 1      | 2      | 0        |                                |
|      | 北波希米亞人                       | S.cz     | 0      | 1      | 0      | 0        |                                |

## 司法機構
捷克採用了市民法為法律體系，司法機構則分為憲法法院、行政法院及普通法院三種。憲法法院設於布爾諾，它的主要工作是確保國家的法律都符合憲法的規定。行政法院分為附屬於州法院的行政法院及最高行政法院兩種。前者是法院的原訟法庭，處理有關行政法律的原訟案件；後者是最高級別的行政法院，處理二審及終審的案件。普通法院則分為四種，分別是最高法院、高等法院、州法院及地方法院，他們處理行政及憲法以外的所有法律案件。

## 外部連結
- 捷克憲法（英）
- 捷克選舉結果（英） （页面存档备份，存于）